# FVgg. Kastel 06
Die FVgg. Kastel 06 (auch KFV 06, Kasteler Fussballvereinigung 06) ist ein Fußballverein aus Mainz-Kastel (seit 1945 Stadtteil der Landeshauptstadt Wiesbaden).

## Geschichte
Ursprünglich entstand die FVgg. im August 1907 durch Fusion dreier 1906 gegründeter Kasteler Vereine, nach mehreren weiteren Fusionen und Aufspaltungen gehörte sie seit 1946 wieder als FVgg. Kastel 06 dem Spielbetrieb an. Ihre erste große Zeit hatte die FVgg. von 1930 bis 1932 mit dem Aufstieg in die höchste Spielklasse, durch die Liganeueinteilung 1933 wurde sie in die zweitklassige Fußball-Bezirksklasse Rheinhessen zurückgestuft. Im Januar 1934 erfolgte die Zwangsfusion der Fußballvereinigung 06 Kastel mit der Turngesellschaft 1886 Kastel zu TuRa 1886/06 Kastel. 1935 schloss sich Borussia 06 Kastel ebenfalls dem Verein an. 1939 schloss sich ebenfalls der Turnverein Kastel der Tura an. Der Verein erhielt daraufhin den Namen Turn- und Sportgemeinschaft 1846 Kastel. Größter Erfolg des Vereins war der Gewinn der zweitklassigen 1. Klasse Rheinhessen Staffel Rheingau 1940/41 und der daraus folgenden Qualifikation zur Aufstiegsrunde zur Gauliga 1941/42. Nach der Kapitulation Deutschlands wurden alle Vereine aufgelöst. Erst 1946 gründete sich due TSG Kastel neu, wobei sich die Vereine Fußballvereinigung Kastel 06 und FV Borussia 06 Kastel wieder als eigenständige Vereine neugründeten.
1962 gewann sie erstmals den Hessenpokal. Zum Hessenpokalsieg reichte es 1981 nicht, allerdings waren die Gelb-Schwarzen durch das Erreichen des Halbfinales (0:2-Niederlage gegen den späteren Meister der Oberliga Hessen SC Viktoria Griesheim) für den DFB-Pokal 1981/82 qualifiziert, schied aber in der ersten Runde mit 1:2 gegen den FC Gohfeld aus. 1974 kam es zum Aufstieg in die Hessenliga, damals die dritthöchste Spielklasse, und 1975 ein direkter Wiederabstieg.
1979 folgte ein erneuter Aufstieg in die Oberliga Hessen, der die FVgg. bis 1983 angehörte. In dieser Zeit war man Konkurrent des linksrheinischen Nachbarn 1. FSV Mainz 05, damals Südwest-Oberligist, im Kampf um die Zuschauergunst, außerdem gab es divers sehr gut besuchte Testspiele gegen den FSV und einen regen Spieleraustausch. Nach dem Abstieg im Sommer 1984 entging die KFV 06 dem Konkurs, es folgten diverse weitere Abstiege. 2007 schaffte die FVgg. Kastel 06 als Meister der Bezirksliga Wiesbaden den Aufstieg in die Bezirksoberliga Wiesbaden. 
In der Saison 2007/08 gelang der KFV 06 mit dem 12. Tabellenplatz der Klassenerhalt und spielte auch die nächste Saison in der Bezirksoberliga Wiesbaden. Mit einem 1:0 gegen die SG Orlen machten die Kasteler am 30. Mai 2010 die Meisterschaft in der Gruppenliga Wiesbaden perfekt. In der Saison 2010/11 spielt Kastel 06 somit in der Verbandsliga Mitte. Nach vereinsinternen Querelen stiegen zum Abschluss der Saison die erste Mannschaft von der sechstklassigen Verbandsliga in die siebtklassige Gruppenliga ab. In der folgenden Saison setzte sich der sportliche Abstieg fort, so dass in der Saison 2014/15 die erste Mannschaft in der Kreisoberliga Wiesbaden spielt. Die Saison 2015/16 beendet die erste Mannschaft erfolgreich mit dem dritten Tabellenplatz. Zum Ende der Saison 2018/19 verpasste die erste Mannschaft den direkten Aufstieg in die Gruppenliga und scheiterte in der Relegation, schloss aber die wegen der Corona-Pandemie abgebrochene Saison 2019/2020 auf dem ersten Tabellenplatz ab und sicherte sich damit den Aufstieg in die siebtklassige Gruppenliga.

## Ehemalige Spieler
- Walter Bechtold (zuvor Eintracht Frankfurt, Kickers Offenbach und SV Darmstadt 98)
- Lothar Emmerich (zuvor u. a. Borussia Dortmund)
- Norbert Hönnscheidt (später u. a. Eintracht Frankfurt und 1. FSV Mainz 05)
- Bruno Hübner (Jugend sowie 1. Mannschaft dann 1. FC Kaiserslautern und SV Wehen)
- Gerd Klier (zuvor u. a. Hamburger SV und 1. FSV Mainz 05)
- Manfred Petz (später u. a. 1. FSV Mainz 05)